# Miguel López Perito
Pour les articles homonymes, voir Miguel López et Perito (homonymie).
Miguel López Perito était le ministre paraguayen de la Présidence sous la présidence de Fernando Lugo.